# Catedral de San Ildefonso (Mérida)
La Catedral de Yucatán, en la ciudad de Mérida, capital del estado, dedicada a san Ildefonso, es la sede de la arquidiócesis de Yucatán y la primera catedral levantada en la América continental (tierra firme), y también es la más antigua de México. Solo la catedral de Santo Domingo, en toda la América, es más antigua que la de Yucatán.

## Historia
Mandada edificar por el rey Felipe II tras la autorización del Papa Pío IV, después de la fundación de la ciudad de Mérida sobre la antigua ciudad maya T'Hó en 1542 durante la conquista de Yucatán. La catedral de la capital de la Capitanía General de Yucatán se erigió como la primera catedral continental de América, sede del obispado correspondiente. Los trabajos se iniciaron en 1562 sobre una primigenia capilla de San José y los trabajos de la construcción del recinto fueron encargados a Pedro de Aulestia, y completados por Juan Miguel de Agüero y su colaborador, Gregorio de la Torre, terminándose en 1598. A consecuencia del hallazgo de un plano de la catedral de 1574 algunas fuentes contemplan la posibilidad de que Francisco de Montejo el Mozo esté enterrado bajo la catedral y no en el Convento Grande de San Francisco.

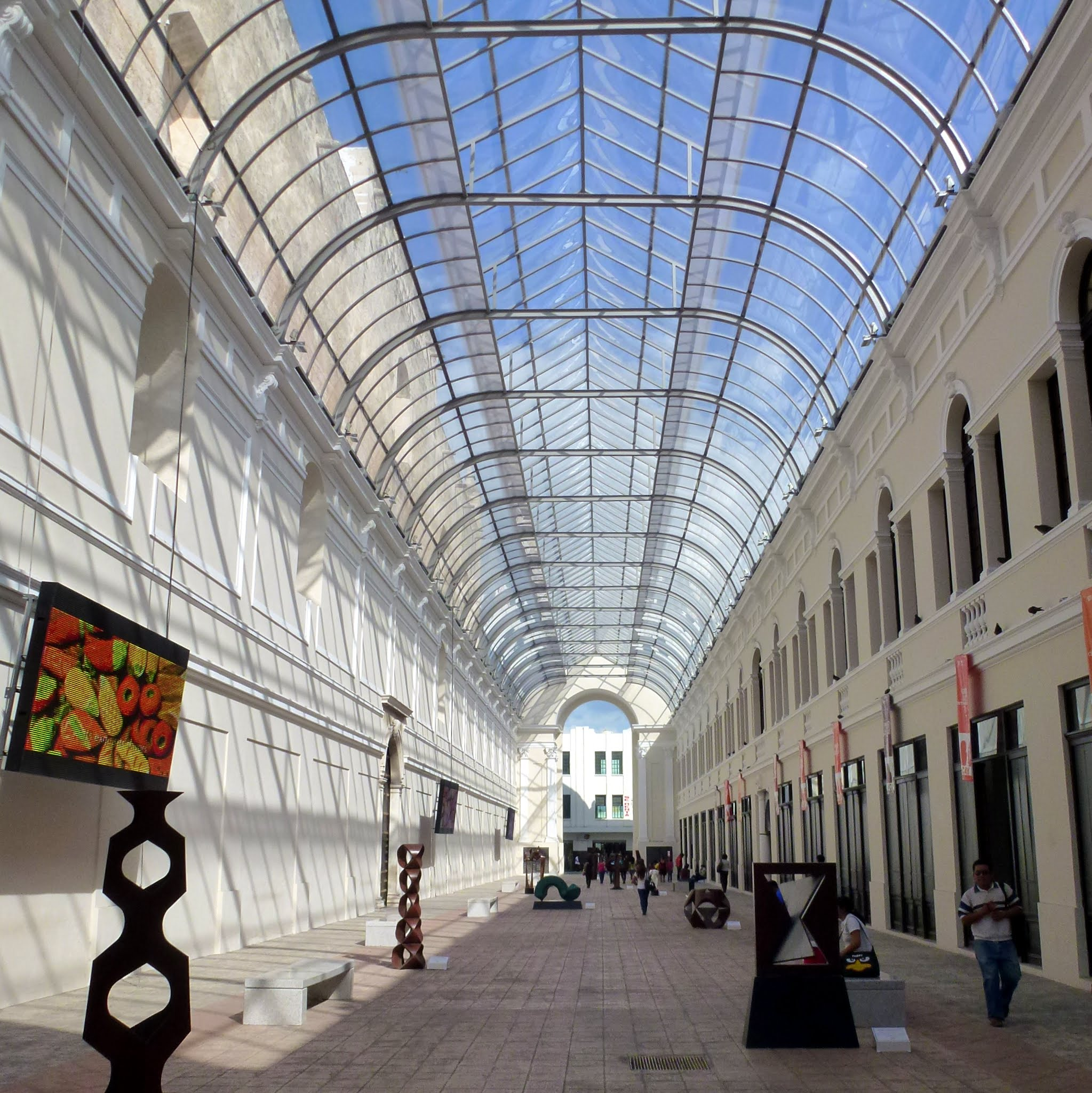
El Pasaje de la Revolución, a un costado de la Catedral.

Durante el siglo XIX, algunos de los tesoros y obras de arte fueron robadas debido a los saqueos e inestabilidad política que padeció la ciudad en este periodo. El 24 de septiembre de 1915 a la entrada de las huestes revolucionarias comandadas por Salvador Alvarado, la Catedral fue saqueada, perdiéndose su invaluable acervo de arte sacro, incluyendo retablos barrocos y churriguerescos que databan de los siglos XVII y XVIII, el tesoro catedralicio y el órgano Walcker Orgelbau, de fábrica alemana, apenas construido en 1902. En 1916 fueron demolidas la Capilla de San José y la Capilla del Rosario a fin de separar la catedral de la sede del Palacio Episcopal (actual Museo de Arte Contemporáneo) quedando lo que actualmente es un andador peatonal denominado Pasaje de la Revolución el cual contó con arcos en ambos extremos y un techo de armazón metálico y cristal el cual fueron posteriormente retirado al deteriorarse. Los arcos fueron demolidos y muchos años después, en 2011, se restauraron volviéndolos a su forma original, incluyendo el techo de armazón metálico, el cual en vez de vidrio, fue cubierto con plástico acrílico.
En 1982 el Centro Histórico de Mérida fue declarado patrimonio de la nación por el Instituto Nacional de Antropología e Historia (INAH).

## El edificio

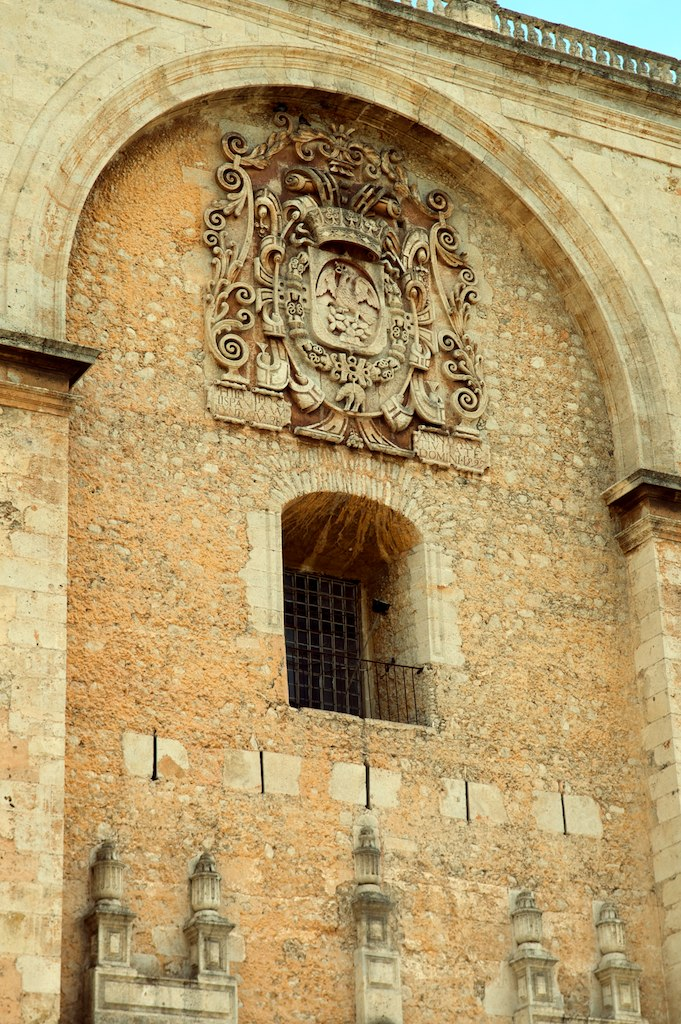
Detalle del frontis de la Catedral de San Ildefonso en Mérida, Yucatán

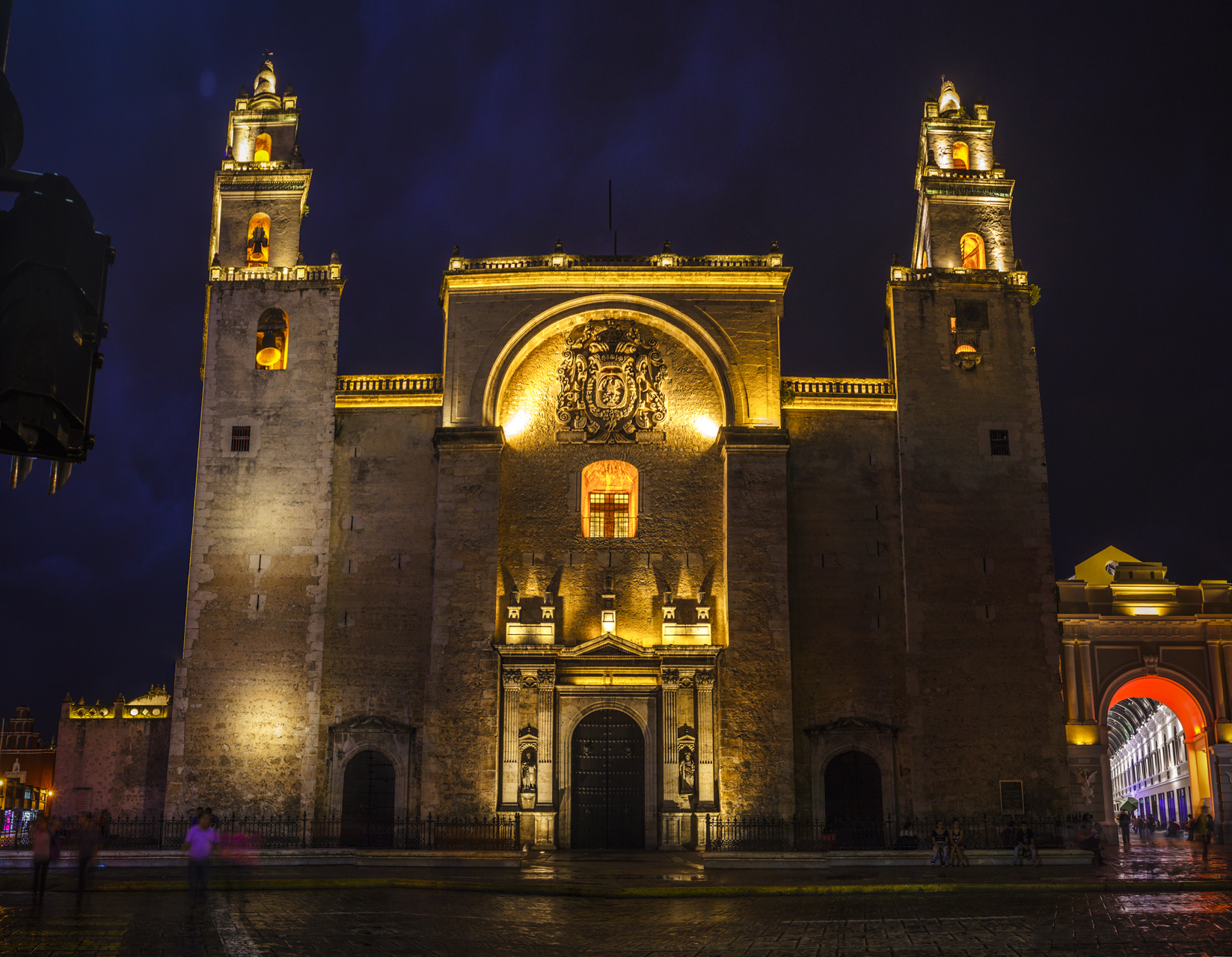
La catedral vista desde la Plaza Mayor en la noche

Consta de tres naves, una central y dos laterales. Cuenta con tres capillas y la sacristía. Originalmente contó con cinco capillas, pero fueron demolidas. Presenta dos torres de dos cuerpos que presenta un estilo Morisco. Cuenta con una cúpula adornada con arco botareles.

### La fachada
De gran sobriedad, su estilo es de tipo renacentista, destaca la Puerta del Perdón, con arco de medio punto, enmarcada por columnas pares a los lados, en medio de las columnas, se encuentran dos imágenes, de San Pedro y San Pablo. Arriba del arco de acceso principal se ubica una cornisa con frontón triangular.
Encima de lo anterior, se ubica la ventana que corresponde a lo que hoy es el coro y, más arriba, se encuentra el escudo de piedra de la primera insignia nacional de México, conservándose del escudo del siglo XVI la corona, toisón de oro y la inscripción Philip III D.G. Hispaniarvm et Yndiarvm rex. Anno a nativitate domini 1599. (Felipe III por la gracia de Dios, rey de España y de las Indias, año del nacimiento del Señor de 1599)
Todo lo anterior se ve enmarcado por dos enormes columnas de orden toscano, las cuales sostienen un enorme arco a la manera de frontón.

### El interior

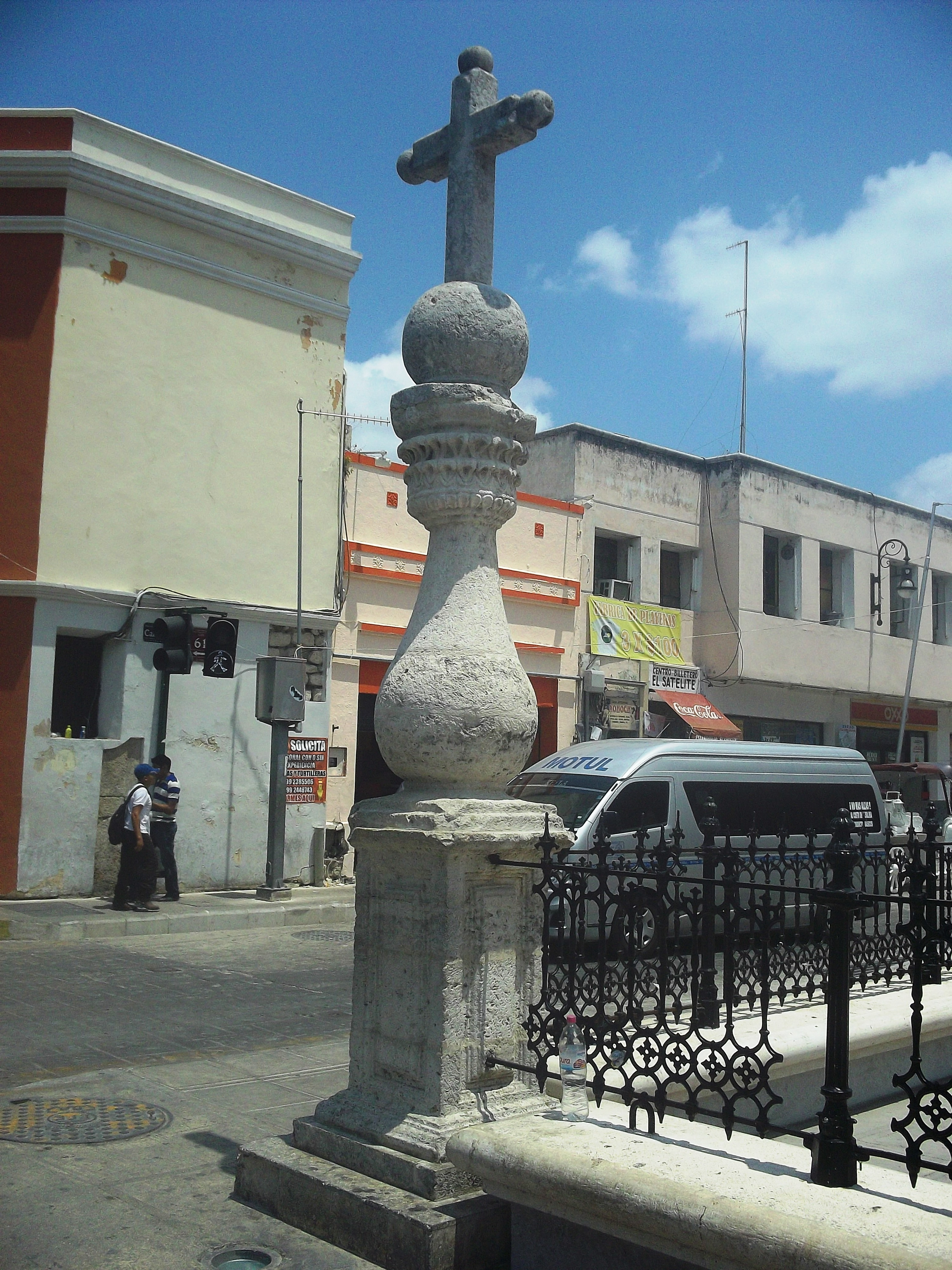
Cruz atrial. Las distancias a distintas poblaciones de la región respecto a la capital, Mérida, eran medidas a partir de esta cruz.

Las bóvedas de la nave central, presentan forma casetonada, mientras que las laterales, son de lacería gótica. El interior es también austero, aunque presenta algunos retablos barrocos.

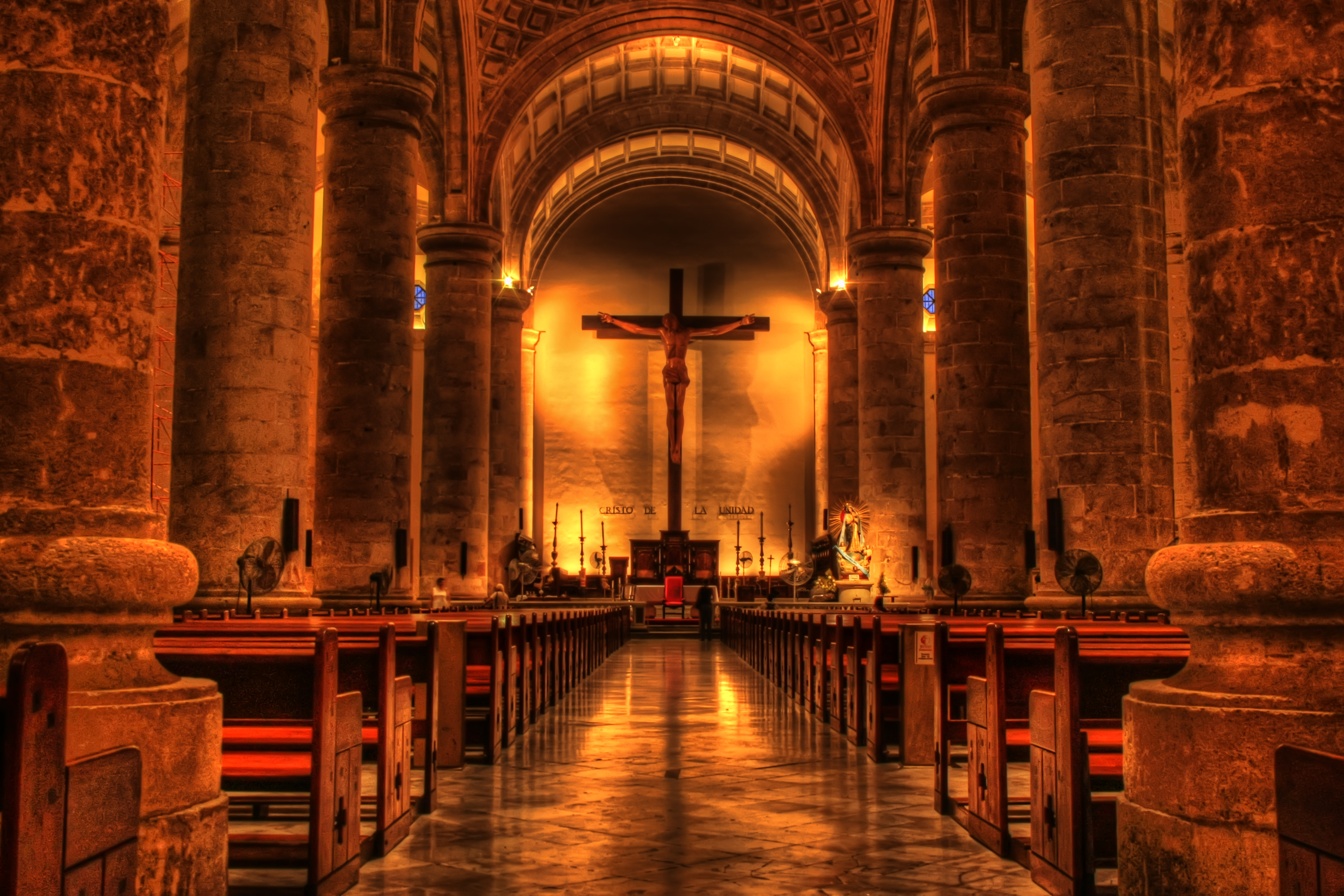
Interior de la Catedral.

En el altar mayor se encuentra una gran imagen de Cristo crucificado, conocido como el “Cristo de la Unidad” considerada la imagen de Jesucristo crucificado de madera más grande bajo techo que existe, obra del artista español Lapayese del Río y fue elaborada para sustituir el retablo que existía, el cual fue destruido en los movimientos de 1915.
Es muy venerada también la imagen de Jesucristo conocida como “El Cristo de las Ampollas”.
Otra de las imágenes destacadas es la de “Santa Eulalia” regalo de la Mérida española a la Mérida yucateca a mediados de 1960.